# بريد الهند
تعد دائرة البريد (DoP)، التي يتم تداولها باسم بريد الهند ، نظامًا بريديًا تديره الحكومة في الهند، وهي شركة تابعة لوزارة الاتصالات. يُطلق عليه عمومًا «مكتب البريد» في الهند، وهو النظام البريدي الأكثر انتشارًا في العالم. أسسها اللورد دالهوزي في عام 1854 والذي وضع الأساس للخدمة البريدية الهندية الحديثة. قدم دالهوسي معدلات بريد موحدة (الخدمة الشاملة) ومرر قانون مكتب بريد الهند لعام 1854 والذي تحسن بشكل كبير بموجب قانون اللورد وليام بنتينك لعام 1837 الذي أدخل مكاتب البريد في الهند. أنشأت منصب المدير العام للبريد في جميع أنحاء البلاد.
وتشارك في تقديم البريد (البريد)، وتحويل الأموال عن طريق أوامر المال، وقبول الودائع في إطار خطط الادخار الصغيرة، وتوفير غطاء التأمين على الحياة بموجب التأمين على الحياة البريدي (PLI) والتأمين البريدي الحياة الريفية (RPLI) وتقديم خدمات التجزئة مثل تحصيل الفواتير، بيع النماذج، إلخ. يتصرف برنامج DoP أيضًا كوكيل لحكومة الهند في تقديم خدمات أخرى للمواطنين مثل مدفوعات معاشات الشيخوخة وصرف الأجور من برنامج المهاتما غاندي الوطني لضمان العمالة الريفية (MGNREGS). من خلال 155015 مكتب بريد، تمتلك بريد الهند أكثر شبكات البريد انتشارًا في العالم.
تم تقسيم البلاد إلى 23 دائرة بريدية، يرأس كل دائرة رئيس مكتب البريد. تنقسم كل دائرة إلى مناطق، يرأسها مدير عام للبريد وتتألف من وحدات حقلية تعرف باسم الأقسام. وتنقسم هذه الانقسامات إلى أقسام فرعية. بالإضافة إلى 23 دائرة، هناك دائرة أساسية لتقديم الخدمات البريدية للقوات المسلحة في الهند برئاسة مدير عام. واحدة من أعلى مكاتب البريد في العالم في حكيم، هيماشال براديش التي تديرها بريد الهند على ارتفاع 14,567 قدم (4,440 م).

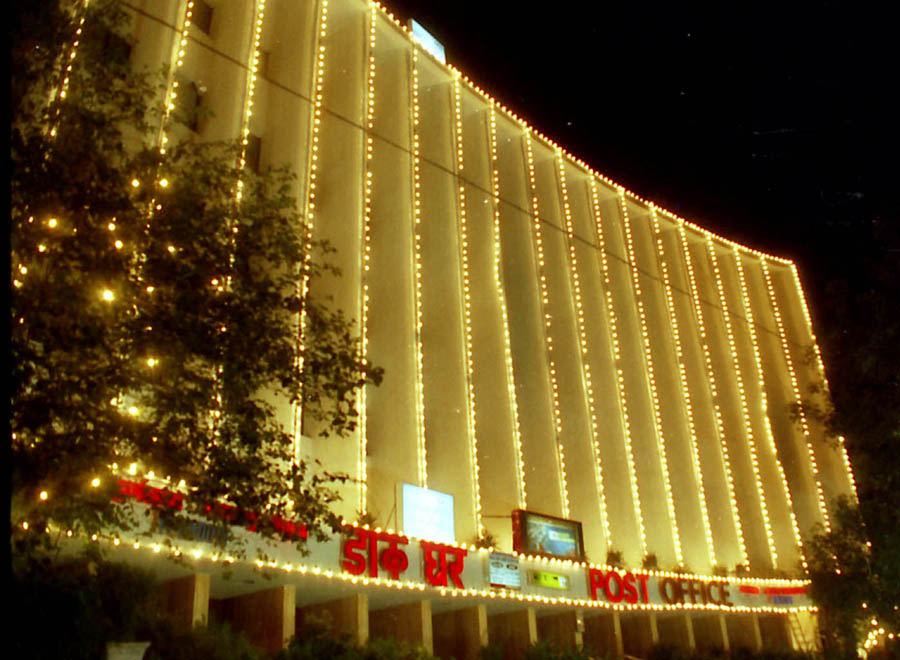
لا يزال من داك بهافان (مقر إدارة البريد) في شارع البرلمان ، خلال الاحتفالات بمناسبة دخول دائرة الوظائف إلى 150 عامًا من الخدمة للأمة (في 1 أكتوبر 2004)

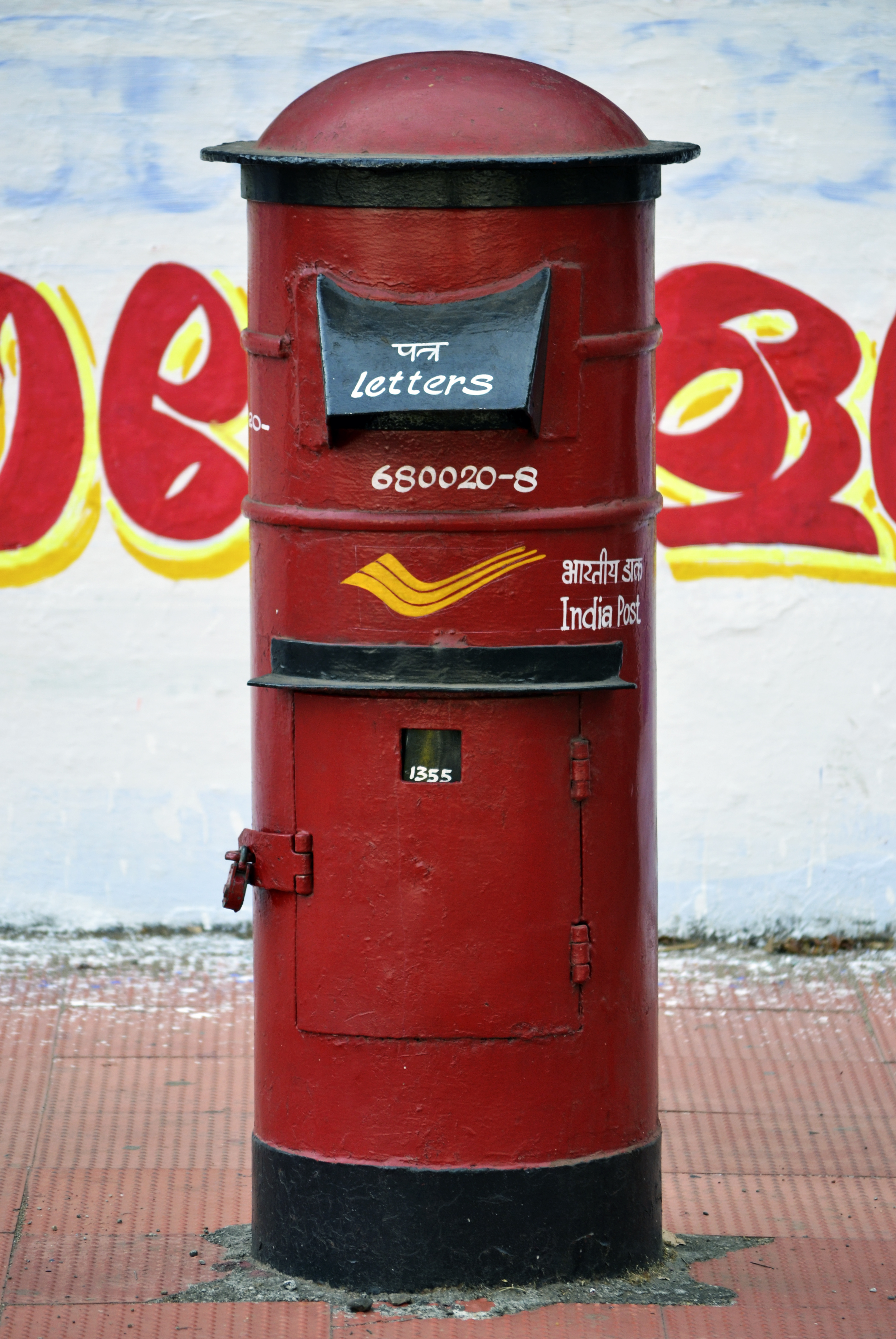
صندوق بريد من بريد الهند

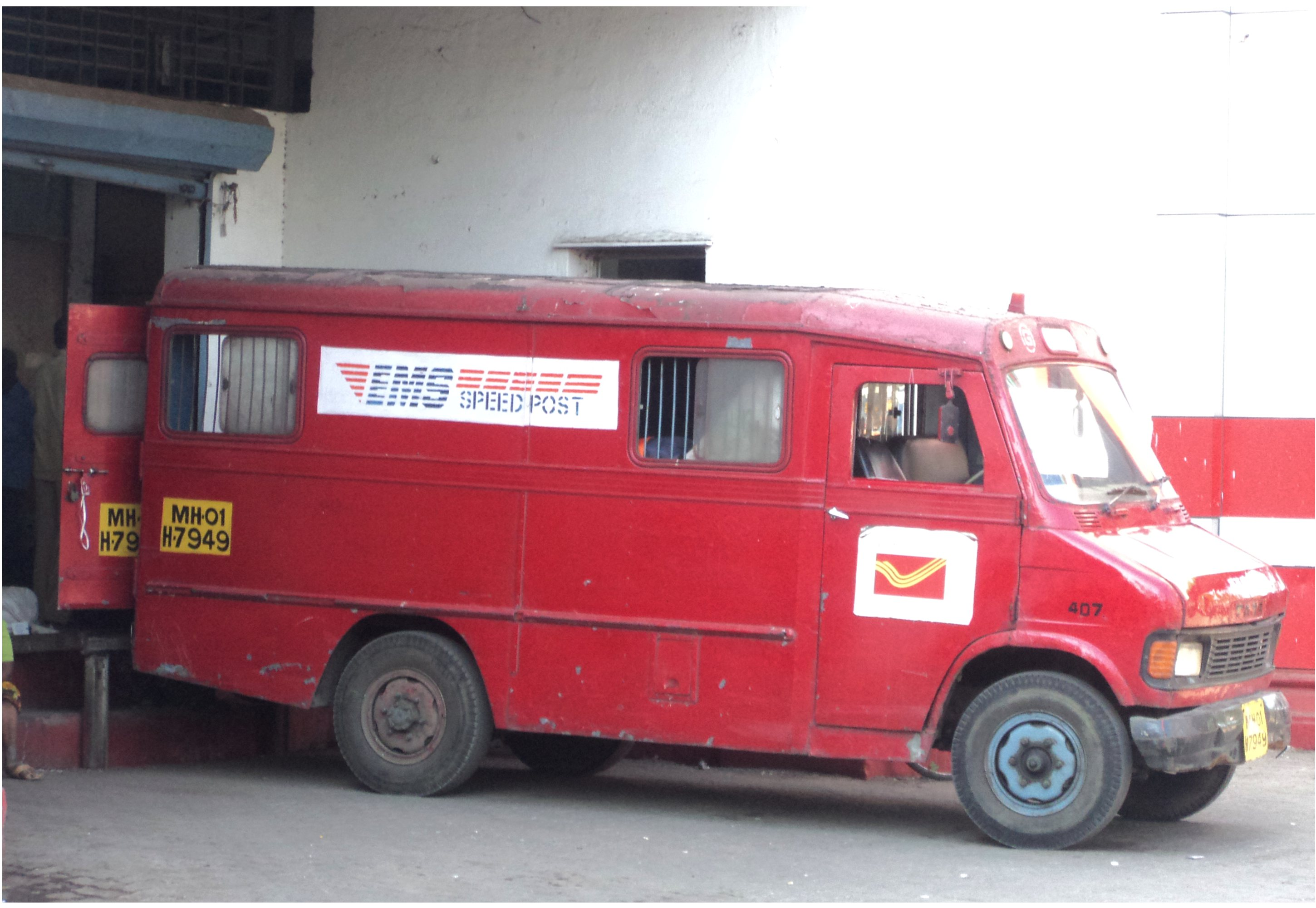
فان البريد من الهند بوست

## روابط خارجية
- الموقع الرسمي